# Fender Broadcaster
A Fender Broadcaster az első tömörtestű elektromos gitár prototípus, melyet Leo Fender rádió-mérnök, hangszerész alkotott meg 1948-49 folyamán.
A hangszer kifejlesztésének célja az egyszerűen sorozatgyártható, minőségi tömörtestű gitárok megteremtése volt, mely később sikerült is a Fender hangszercégnek. A csavarozott (bolt on) nyakrögzítési technikának, valamint a géppel is egyszerűen formára vágható tömör hangszertestnek köszönhetően a gitárok készítése a korábbiakhoz képest egyszerűbbé és gyorsabbá vált, de ami fontosabb, hogy főleg a kiváló minőségű mágneses hangszedőknek köszönhetően ez nem ment a minőség rovására.
A prototípus és a későbbi Esquire, illetve Telecaster modellek között számos apró különbség van. A testforma lényegében azonos, de a Broadcasteren a hangolókulcsok 3+3-as elrendezést követnek szemben a későbbi modellek 6+0-s elrendezésével. A testen kisebb a koptatólap, a szabályozók döntve helyezkednek el, valamint a húrlábra erősített hangszedőt egy jókora fémlemez takarja.
Egy eredeti gitárt 1994-ben állított ki a fullertoni múzeum 50 Years Of Fender címmel megrendezett kiállításán. A gitárt eladták egy gyűjtőnek 375 000 dollárért, ami a valaha fizetett legmagasabb összeg egy olyan gitárért, mely nem egy híres gitárosé volt korábban.